# سمير سانتوس
سمير سانتوس (بالبرتغالية: Samir) (5 ديسمبر 1994 بريو دي جانيرو في البرازيل - ) هو لاعب كرة قدم برازيلي في مركز الدفاع. شارك مع منتخب البرازيل تحت 20 سنة لكرة القدم. أما مع النوادي، فقد لعب مع نادي أودينيزي ونادي غرناطة ونادي فلامنغو ونادي فلومينينسي وهيلاس فيرونا.

## وصلات خارجية
- سمير سانتوس على موقع قاعدة بيانات كرة القدم.إي يو (الإنجليزية)
- سمير سانتوس على موقع Soccerbase.com (لاعب) (الإنجليزية)
- سمير سانتوس على موقع Soccerway.com (الإنجليزية)
- سمير سانتوس على موقع عالم كرة القدم.نت (الإنجليزية)